# سردر و جداره ساختمان اکرامی
سردر و جداره ساختمان آقای اکرامی مربوط به دوره پهلوی است و در تبریز، خیابان امام، چهارراه شریعتی، جنب قنادی رکس واقع شده و این اثر در تاریخ ۲۸ اسفند ۱۳۸۵ با شمارهٔ ثبت ۱۸۶۸۴ به‌عنوان یکی از آثار ملی ایران به ثبت رسیده است.